# Aziz Al-Yasiri
Aziz Al-Yasiri, född 1 juli 1945 i al-Hilla, Irak, avliden 2007, var generalsekreterare för Iraks demokratiska parti (engelska: Democratic Iraqi Current party), ett parti han grundade 2003 efter störtandet av Saddam Husseins regim.

## Släkt
Al-Yasiri var en del av en adlig släkt som är utspridd i centrala och södra Irak.

## Exilen
I augusti 1980, ett år efter att Saddam Hussein blivit president över Irak, flyttade general Aziz Al-Yasiri till Wien, Österrike, där han stannade tills den amerikanska koalitionsstyrkan invaderade Irak och störtade Saddam Husseins regim 2003. Under exilen hade han kontakt med flera regimkritiska regeringar,inklusive Storbritannien och USA.